# Patrick Versluys
Patrick Versluys (Eeklo, 5 de setembre de 1958) és un ciclista belga, ja retirat, que fou professional entre 1980 i 1988. En el seu palmarès destaquen les victòries al Campionat de Flandes de 1981 i a la Nokere Koerse de 1988.

## Palmarès
- 1981
  - 1r al Campionat de Flandes
  - 1r a l'Omloop van het Waasland
- 1983
  - 1r a la Fletxa Hesbignonne-Cras Avernas
- 1984
  - 1r al Circuit Mandel-Lys-Escaut
- 1985
  - 1r al Gran Premi de Denain
- 1986
  - 1r a la Fletxa costanera
- 1988
  - 1r a la Nokere Koerse

### Resultats al Tour de França
- 1982. 94è de la classificació general
- 1984. Abandona (10a etapa)

### Resultats a la Volta a Espanya
- 1986. Abandona (3a etapa)